# Макмиллан (лунный кратер)
Кратер Макмиллан (лат. MacMillan) — маленький ударный кратер в области восточного побережья Моря Дождей на видимой стороне Луны. Название присвоено в честь американского математика и астронома Уильяма Макмиллана (1871—1948) и утверждено Международным астрономическим союзом в 1976 г.

## Описание кратера

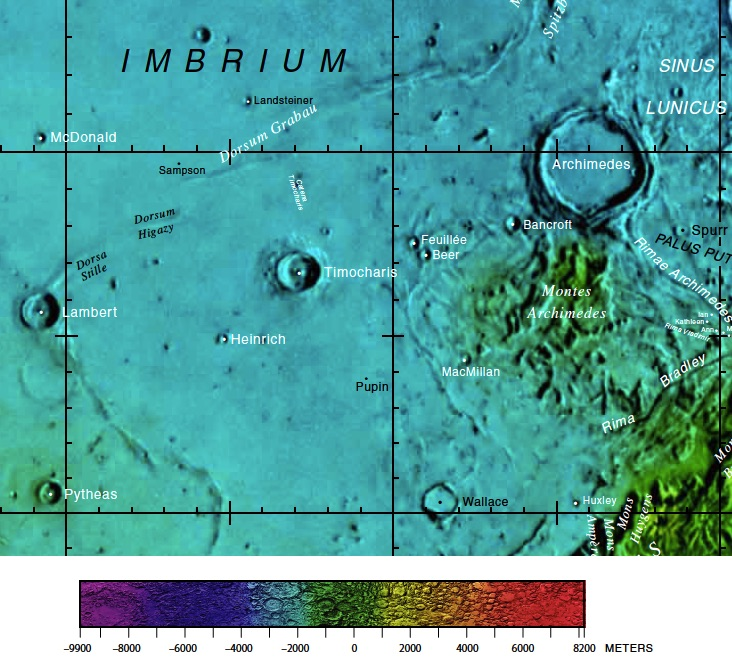
Окрестности кратера Макмиллан. Фрагмент карты видимой стороны Луны.

Ближайшими соседями кратера являются кратер Пупин на западе, кратер Бэр на севере-северо-западе, кратер Банкрофт на севере-северо-востоке, кратер Гексли на юго-востоке и кратер Уоллес на юге. На севере от кратера Макмиллан находятся борозды Архимеда, на северо-востоке — горы Архимед и за ними Болото Гниения, на юго-востоке — горы Апеннины. Селенографические координаты центра кратера 24°12′ с. ш. 7°51′ з. д. / 24,2° с. ш. 7,85° з. д., диаметр 6,9 км, глубина 360 м.
Кратер Макмиллан имеет циркулярную форму. Вал несколько сглажен, но сохранил чёткие очертания кромки, в северной части вала имеется проход, образованный маленьким кратером. Высота вала над окружающей местностью достигает 260 м, объём кратера составляет приблизительно 14 км³. Дно чаши ровное, возможно, переформировано лавой и имеет низкое альбедо, соответствующее альбедо поверхности Моря Дождей, альбедо кромки вала несколько выше.
До получения собственного наименования в 1976 г. кратер имел обозначение Архимед F (в системе обозначений так называемых сателлитных кратеров, расположенных в окрестностях кратера, имеющего собственное наименование).

## Сателлитные кратеры
Отсутствуют.

## См.также
- Список кратеров на Луне
- Лунный кратер
- Морфологический каталог кратеров Луны
- Планетная номенклатура
- Селенография
- Минералогия Луны
- Геология Луны
- Поздняя тяжёлая бомбардировка